# 橘家圓三
橘家 圓三（たちばなや えんざ）は、落語の名。「橘家」の亭号は元来、東京の三遊亭の傍流であるが、土居成の圓三は上方の落語家。三遊亭圓三としても名乗った。
- 橘家圓三（1876年 - 大正中期？） - 上方の落語家。豊前国小倉藩士小笠原幾之進の子。寺の坊主をやっていたが飛び出し大阪で乾物屋で奉公した。そこも辞め、桂文左衛門の門下で桂文平となる。後に1906年に初代橘ノ圓の「圓頂派」の結成に参加。翌年1907年頃に初代橘ノ圓の門下で圓三となった。主に新作を多く残す。神戸を拠点とし時折幇間も行なっていた。大正中期消息はわかっていない。没年も不詳。本名・小笠原 辰五郎。
- 先代橘家圓三（1867年7月 - 1940年以降？） - 東京の落語家。四代目三遊亭圓生の門下で三遊亭遊生を名乗る。1897年頃に三遊亭圓三。明治末に橘家圓三と改める。明治末から大正へかけ四代目橘家圓蔵の番頭格で、「品川の馬鹿銀」と呼ばれて勢力を振るった。遊生時代から噺よりも川上音二郎の色声を得意とした。晩年は北品川の清水横丁で芸者屋を営み、女房も芸者で出ていた。震災前までの番付等には名前が見えており、1940年頃までは存命だったという。六代目三遊亭圓生によると1940年1月に義父五代目三遊亭圓生の葬儀に参列しているのを見たとのこと。本名・加藤 銀次郎。

橘家 圓三（たちばなや えんざ、1947年11月14日 - 2021年3月15日）は、上方の落語家。本名・土居 成。

## 経歴
愛媛県生まれ、大阪市旭区育ち。興國高校卒業。
1967年4月、三代目林家染丸に入門し「染和」で初高座。染丸の死後1968年7月13日に二代目笑福亭松之助門下に移り「笑福亭つる松」を名乗る。後に明石家つる松に改名するが、1970年5月21日に破門される。
その後「橋本圓三」、「扇屋圓三」と改名。1971年に橘ノ圓都門下に入り、「橘家圓三」を名乗る。ラジオ番組でのパーソナリティーとしても活躍した。圓都の死後の1972年8月に三代目桂米朝の預かり弟子となる。
40歳以降は医療関係書籍の編集出版を手がけ、食、健康、介護に関する講演も行っていた。若手の時からその実力に注目されてはいたが、もうこの時期は落語家として高座には上がっていなかった。
2012年2月、8月の二代目桂ざこばの動楽亭で高座に復帰。以降不定期ながら動楽亭に出演。
2021年3月15日、死去。73歳没。

## 芸歴
- 1967年4月 - 三代目林家染丸に入門、「染和」を名乗る。
- 1968年6月 - 染丸が死去、二代目笑福亭松之助門下に移り「笑福亭つる松」を名乗る。のち「明石家つる松」に改名。
- 1970年 - トップホットシアター出演中に笑福亭松之助に破門され、芸能活動の休止を余儀なくされる。
- 「橋本圓三」と改名。
- 「扇屋圓三」と改名。
- 1971年 - 橘ノ圓都門下に入り「橘家圓三」を名乗る。
- 1972年8月 - 圓都が死去、三代目桂米朝の預かり弟子となる。

## 出演番組
- 東西南北 ふれあい広場（ラジオ関西）
- さんちかふれあい広場（ラジオ関西）
- ときめいて昼下がり（ラジオ関西）